# Клан Резерфорд

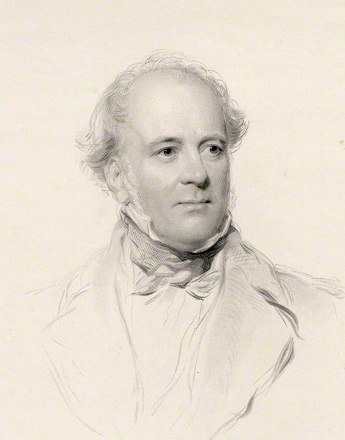
Лорд Ендрю Резерфорд (1791 - 1852).

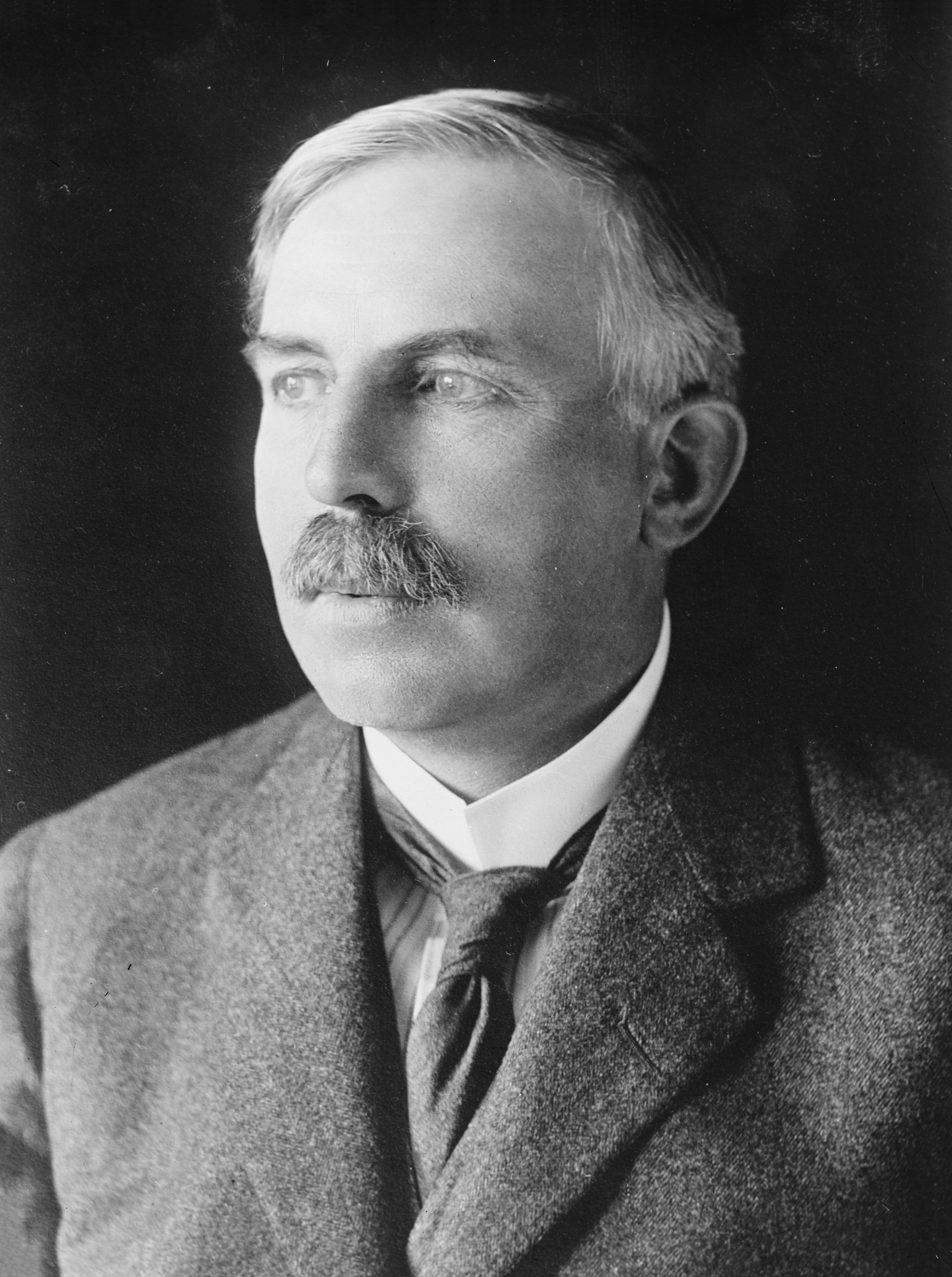
Сер Ернест Резерфорд (1871 - 1937).

Клан Резерфорд (шотл. - Clan Rutherford) - один з кланів рівнинної частини Шотландії - Лоулендсу. Клан володів землями в Шотландському Прикордонні. На сьогодні клан Резерфорд не має визнаного герольдами Шотландії та лордом Лева вождя, тому називається в Шотландії «кланом зброєносців».
Гасло клану: Nec sorte, nec fato - Ніщо не випадково, це доля (лат.)
Землі клану: Джетбург
Історичні резиденції вождів клану: Замок Резерфорд, замок Гантілл, замок Еггерстон

## Історія клану Резерфорд

### Походження клану Резерфорд
Землі клану Резерфорд знаходяться біля Макстона в Роксбургширі. Є різні версії походження клану Резерфорд. Згідно одної версії чоловік, якого звали Рутер чи Рухер (гельск. - Ruther) показав королю Шотландії брід через річку Твід, що принесло війську короля перемогу над військом королівства Нортумбрія. За це Рутер був нагороджений землями, згодом до свого імені приєднав слово «брід». Він став засновником клану і назва клану пізніше стала звучати як Резерфорд. Згідно іншої версії колись йшла чергова війна між Англією та Шотландією. Англійська армія нерозважливо покинула стратегічно вигідні позиції і напала на шотландську армію на протилежному боці річки Твід. Під час форсування річки англійська армія була вщент розбита. На честь цієї події шотландці назвали це місце Ру-Форд (гельск. - Rue Ford). Так чи інакше, але цими землями володів клан Резерфорд, що обороняв цю ділянку кордону Шотландії і робив напади на землі Англії. 
Згідно історичних документів у 1140 році Роберт де Резерфорд згадується у королівській грамоті щодо земельної власності як свідок. Цю грамоту підписав король Шотландії Девід І. Між 1161 та 1272 роком клан Резерфорд та його вождь Нікол де Резерфорд згадуються в різних історичних документах в тому числі королівських грамотах щодо земельної власності. У 1390 році сер Річард Резерфорд згадується як свідок у королівській грамоті щодо земельної власності стюарда Вільяма Мінто, що був охоронцем кордону Шотландії. Сер Річард Резерфорд був фаворитом короля Шотландії Роберта III. У 1398 році він був послом Шотландії в Англії, його сини служили в охороні маршалів Шотландії. Молодші сини Річарда Резерфорда отримали в нагороду за службу землі Хатто та Гантілл. Основна лінія вождів клану Резерфорд вимерла і землі клану Резерфорд перейшли у володіння клану Траквайр. 

### XVI століття - війни кланів
Клан Резерфорд був кланом Шотландського Прикордоння, обороняв кордон Шотландії від нападів англійців і постійно здійснював напади і рейди на територію Англії з метою захоплення здобичі. Це в ті часи вважалося нормою і доблестю. Томас Резерфорд Чорний - лерд Едгерстон був відомий своїми сміливими рейдами на Англію. Найбільш відомою подією його життя була битва Ред Свір (шотл. - Red Swire) в липні 1575 року. Битва відбулась, коли англійські та шотландські маршали домовилися зустрітися, щоб вислухати взаємні претензії і вимоги щодо компенсації збитків від рейдів і сутичок. Шотландці вимагали, щоб їм здався або був їм виданий знаменитий англійський розбійник Фарнстейн. Але англійський охоронець кордону сер Джон Форстер заявив, Фарнстейна знайти і зловити неможливо. Шотландський охоронець кордону сер Джон Кармайкл засумнівався в цьому. Англійський охоронець кордону у відповідь образив клан Кармайкла і англійці почали стріляти в шотландців з луків. Шотландці не очікували такого розвитку подій і в результаті сутички Кармайкл потрапив у полон. Але в цей час воїни клану Резерфорд прибули на місце зустрічі, вони звільнили Кармайкла і змусили англійців тікати, взяли в полон англійського охоронця кордону та його помічників. 

### XVII століття - громадянська війна на Британських островах
Вождь клану Резерфорд - лайрд Едгерстон під час громадянської війни підтримав роялістів та короля Карла І. Він підняв воїнів свого клану, за власні кошти озброїв загін і воював за короля до 1646 року, коли король був розбитий і здався. Але потім він знову став під прапори роялістів, був важко поранений у битві під Данбар у 1650 році, а весь його загін поліг в бою за короля. Генерал-лейтенант Ендрю Резерфорд з гілки Хатто та Гантілл отримав титули лорда Резерфорда та пера у 1661 році після реставрації монархії. У 1663 році він був призначений губернатором Танджера в Марокко, але він був вбитий у 1664 році. Він мав отримати титул граф Тевіот, але він помер не лишивши нащадків. Титул зник, але титул лорда Резерфорд перейшов до його двоюрідного брата. 

### Сучасна історія
Титул лорда Резерфорд теж пізніше зник. З 1839 по 1851 рік Ендрю Резерфорд був депутатом парламенту від Лейту. Крім цього він мав посаду лорд-адвоката. До клану Резерфорд належав видатний вчений фізик Ернест Резерфорд. Він відкрив атомне ядро, створив модель будови атома, дослідив природу альфа-частинок, заклав основи ядерної фізики. У 1914 році за свої заслуги він був посвячений у лицарі, отримав право називатися сер Резерфорд, у 1925 році став кавалером ордена Меріт. 

## Замки клану Резерфорд
- Замок Резерфорд - клан володів цим замком з XII століття, хоча коли цей замок почали будувати остаточно не встановлено.
- Замок Гантл - стоїть за милю на південний схід від Джедбурга в Шотландському Прикордонні. Колись це був міцний замок, але потім був перебудований у житловий будинок у XIX столітті. Належав спочатку належав до клану Глендіннг, але потім перейшов до клану Резерфорд в XV столітті і був значно зміцнений.
- Замок Гаґґерстон - у шести милях на південний схід від Джедбурга, був оплотом клану Резерфорд, але потім його захопили ангійці в 1544 році. У наступному році клан Резерфорд разом з іншими шотландськими кланами розгромив англійців у битві під Анкрум Мор.
- Замок Хатто - біля Моребаттл в Шотландському Прикордонні. Був твердинею гілки Резерфорд Хатто з XIV століття.